# Lasker (Carolina del Nord)
Lasker è un comune degli Stati Uniti d'America, situato in Carolina del Nord, nella contea di Northampton.
Fa parte della "Micropolitan Statistical Area" di Roanoke Rapids.  